# Xá xị (đồ uống)
Xá xị hay Sá xị, là một loại nước giải khát tạo hương vị từ nước chiết rễ cây xá xị (Smilax regelii, thuộc Chi Khúc khắc), được dùng rộng rãi ở một số quốc gia trên thế giới. Nước xá xị thường được sục thêm khí cacbonic, thêm có màu sắc giống với cola nhưng có hương vị đặc trưng riêng. Tên gọi này có lẽ là do phiên âm từ tiếng Trung 沙示 (Hán Việt: sá thị) hay 沙士 (sá sĩ) hay là sarsi trong tiếng Anh.

## Sản xuất và tiêu thụ

### Tại Việt Nam
Trước năm 1975, xá xị rất phổ biến tại miền Nam Việt Nam, và phần lớn do hãng BGI sản xuất, chứa trong chai thủy tinh, nhãn hiệu có hình con cọp (hổ), nên còn gọi là "xá xị con cọp". Hay là "xá xị con nai" của hãng Phương Toàn. Xá xị được tiêu dùng rộng rãi toàn quốc trong thời gian gần đây.

### Tại Philippines

sá sĩ tại HongKong

Tại Philippines, xá xị được coi là nhãn hiệu nước giải khát số một trên thị trường. Nó thay thế cho Barq's trong phần lớn các tiệm bán thức ăn nhanh do cả xá xị, khi đó do Công ty đóng chai Cosmos (thuộc tập đoàn RFM) sở hữu, lẫn Barq's hiện nay đều thuộc quyền sở hữu của Công ty đóng chai Coca-Cola Philippines, Inc., một công ty con của tập đoàn San Miguel (SMC). Các loại thức uống cạnh tranh với nó là Barq's cũng của SMC và Mug root beer từ công ty đóng chai Pepsi-Cola Philippines, Inc. Nó được bày bán rộng rãi trong khắp các siêu thị cũng như các cửa hàng sari-sari và được bán ở mức giá hợp lý, vì thế nó là phổ biến nhất.

### Hồng Kông
Tại Hong Kong, xá xị được phân phối bởi hãng AS Watson, nơi nó được bán trong một lon nhôm.
Các thức uống cũng là chủ đề của một bộ phim năm 1985 được gọi là Đó là một thức uống, Đó là một quả bom (với sự tham gia của George Lam, John Sham và Maggie Cheung), về một quả lựu đạn cầm tay, ngụy trang như một lon xá xị.

### Tại Đài Loan
Tại Đài Loan, "Hắc Tùng sá sĩ" (黑松沙士，sá sĩ thông đen), còn gọi là sarsaparilla, được coi là "côca-côla của Đài Loan". Kiểu dáng chai của nó khá giống với các mẫu thiết kế mới của Coca-Cola. Nó do tập đoàn Hắc Tùng đóng chai tại Đài Bắc.
Nước giải khát Hắc Tùng sá sĩ có ba loại:
- Thông thường – Hương vị xá xị thông thường.
- Ngọt sinh lực (Sweetie Energy) – Ngọt và dịu với nước chiết từ guaraná, tương tự như A&W cream soda và là nước tăng lực.
- Mặn – Cay tê và dư vị hơn, tương tự như thức uống Barq's.

### Malaysia

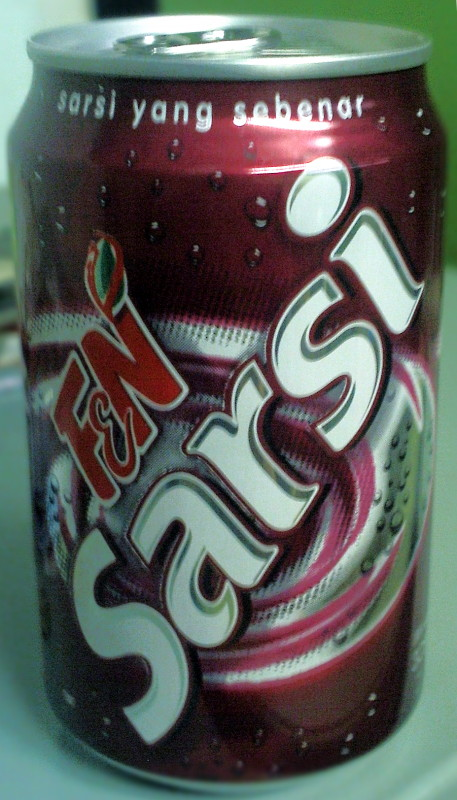
Xá xị tại Mã Lai

Tại Malaysia, F&N Coca-Cola (M) Sdn Bhd chỉ sản xuất và phân phối thức uống xá xị trong quốc gia này. Nó có hai dạng đóng lon nhôm 325 ml và chai nhựa 1,5 lít.

### Thái Lan
Tại Thái Lan, loại thức uống xá xị duy nhất gọi là Hi-Mark, do Green Spot sản xuất.

### Mỹ
Có loại nước giải khát tương tự là root beer có nguyên liệu làm từ rễ cây Sassafras thuộc Họ Nguyệt quế.